# دیگه مشکی نمی‌پوشم
دیگه مشکی نمی‌پوشم! دوازدهمین اثر رضا صادقی است که در سال ۱۳۹۰ منتشر شد.

## درباره این آلبوم
این آلبوم رضا صادقی با نام «دیگه مشکی نمی‌پوشم» توسط شرکت ایران گام منتشر شد.
آهنگسازی قطعات توسط رضا صادقی و انوشیروان تقوی انجام شده و تنظیم‌ها نیز توسط معین راهبر، مهران خالصی، کوشان حداد و رضا صادقی صورت گرفته‌است.

## سبک‌ها
علاوه بر «ترنس» سبک‌های مختلفی در این آلبوم به کار رفته و از سازهای گوناگونی استفاده شده.

## فهرست آهنگ‌ها
شامل ۱۴ قطعه به نام‌های:
1. چراغ‌هارو خاموش کن
2. یادگاری
3. سرت سلامت
4. خرابم نکن
5. دیگه مشکی نمی‌پوشم
6. دلیل بودن
7. شیر خسته
8. دروغ گفت
9. جان دل
10. زبون آسمون
11. حق با تو بود
12. دلم گفت
13. خوب و بد
14. چراغ ها رو خاموش کن (ورژن جدید)